# 一門衆
一門衆（いちもんしゅう）とは、戦国時代において本願寺法主の一家衆（庶子群）の中で、蓮如と実如と姻戚関係にあった庶子をさして、特にこう呼んだ。

## 概要
永正13年（1516年）、第9世法主実如は自己の兄弟（すなわち蓮如の息子）を一門衆と定め、法主の補佐及び地方門徒の統括にあたらせた。後に一門衆の地位は嫡子に譲ることが可能となり、本願寺教団内部における一種の格式となった。
また、本願寺が永禄2年（1559年）に門跡と定められ、院家を設置することが許されるようになると、一門衆から院家が選ばれるようになった。だが、本願寺の東西分裂や実務にあたる役僧制度の確立に伴って次第に形骸化していった。